# Métro de Canton
Le métro de Canton (chinois simplifié : 广州地铁 ; pinyin : Guăngzhōu dìtiĕ) est le réseau de transport en commun ferroviaire de type métro qui dessert l'agglomération de Canton (Guangzhou), capitale de la province du Guangdong en République populaire de Chine.
La mise en service de la première ligne a eu lieu en 1997, ce qui fait de Canton la quatrième ville chinoise à s'être dotée d'un métro, après Pékin, Tianjin et Shanghai.
En 2022, le métro de Canton compte 15 lignes en exploitation : lignes 1 à 9, lignes 13, 14, 18, 21 et 22, la ligne Guangfo (Guangzhou - Foshan) et la ligne automatique APM desservant le quartier d’affaires de Zhujiang.

## Histoire

Années d'ouverture des lignes du métro de Guangzhou (Canton).

Les premiers efforts de préparation pour un projet de construction d'un système de transport souterrain rapide à Guangzhou remontent à 1960. Au cours des deux décennies qui ont suivi, le projet a été mis sur pied cinq fois, mais annulé à chaque fois en raison de difficultés financières et techniques.
Le réseau du métro de Canton est programmé en 1989, et le début des travaux a lieu en 1993. La mise en service de la première section de ligne, entre Xilang et Huangsha a lieu le 28 juin 1997.
En 2008, plusieurs accidents graves ont eu lieu sur les chantiers des sept lignes en construction. Le 16 novembre, à la suite d'un effondrement au métro de Hangzhou, l'ensemble des 200 chantiers sont contrôlés par plus de 1100 personnes. Les autorités annoncent qu'il n'y a pas de problèmes.

## Lignes en service
| Ligne                               | Terminus                                 | Date d'ouverture | Dernière extension | Longueur (en km) | Stations                | Correspondance                                       | Tracé |
| Métro                               | Métro                                    | Métro            | Métro              | Métro            | Métro                   | Métro                                                | Métro |
| ----------------------------------- | ---------------------------------------- | ---------------- | ------------------ | ---------------- | ----------------------- | ---------------------------------------------------- | ----- |
|                                     | Gare de Canton-Est / Xīlǎng              | 1997             | 1999               | 18,5             | 16                      | 2, 3, 5, 6, 8, 11, Guangfo                           |       |
|                                     | Jiāhéwànggǎng / Gare de Canton-Sud       | 2002             | 2010               | 31,4             | 24                      | 1, 3, 5, 6, 7, 8, 11, 14, 22, Guangfo, Foshan 2      |       |
|                                     | Aéroport du nord (Aérogare 2) / Haibang  | 2005             | 2024               | 74,89            | 34                      | 1, 2, 4, 5, 6, 7, 8, 9, 11, 14, 18, 22, Guangfo, APM |       |
| Haibang / Terminal de bus de Tianhe |                                          | 2005             | 2024               | 74,89            | 34                      | 1, 2, 4, 5, 6, 7, 8, 9, 11, 14, 18, 22, Guangfo, APM |       |
|                                     | Huángcūn / Port de Nánshā                | 2005             | 2017               | 60,3             | 23                      | 3, 5, 7, 8, 21                                       |       |
|                                     | Jiàokǒu / Wénchōng                       | 2009             | —                  | 31,9             | 24                      | 1, 2, 3, 4, 6, 8, 11, 13                             |       |
|                                     | Xúnfēnggǎng / Xiāngxuě                   | 2013             | 2016               | 41,7             | 31                      | 1, 2, 3, 5, 8, 11, 21                                |       |
|                                     | Avenue Meidi / Cité universitaire du sud | 2016             | 2022               | 31               | 17                      | 2, 3, 4, 18, 22, Foshan 2, Foshan 3                  |       |
|                                     | Jiaoxin / Wànshèngwéi                    | 2003             | 2020               | 15,0             | 28                      | 2, 3, 4, 5, 6, 11, 18, Guangfo                       |       |
|                                     | Fēiélǐng / Gāozēng                       | 2017             | —                  | 19.21            | 11                      | 3                                                    |       |
|                                     | circulaire                               | 2024             | —                  | 44,2             | 31 (29 mise en service) | 1, 2, 3, 5, 6, 8, 18, 21, Guangfo                    |       |
|                                     | Yùzhū / Xīnshā                           | 2017             | —                  | 25,6             | 11                      | 5                                                    |       |
|                                     | Xīnhé / Zhènlóng                         | 2017             | 2018               | 75,4             | 22                      | 2, 3, 21                                             |       |
| Jiahewanggang / Dongfeng            |                                          | 2017             | 2018               | 75,4             | 22                      | 2, 3, 21                                             |       |
|                                     | Xiancun / Wanqingsha                     | 2021             | —                  | 58,3             | 8                       | 3, 7, 8, 11, 22                                      |       |
|                                     | Parc de Tianhe / Zengcheng Square        | 2018             | 2019               | 26,2             | 20                      | 4, 6, 7, 11, 13, 14                                  |       |
|                                     | Place de Pānyú / Chentougang             | 2022             | —                  | 18,2             | 4                       | 2, 3, 7, 18, Foshan 2                                |       |
|                                     | Nouveau centre-ville de l’est / Lijiao   | 2010             | 2018               | 34,4             | 25                      | 1, 2, 3, 8, Foshan 2, Foshan 3                       |       |
| Système de navettes automatisé      |                                          |                  |                    |                  |                         |                                                      |       |
|                                     | Línhéxī / Tour de Canton                 | 2010             | —                  | 3,9              | 9                       | 3                                                    |       |
| Tramway Huangpu+Haizhu              |                                          |                  |                    |                  |                         |                                                      |       |
|                                     | Tour de Canton de l’est / Wànshèngwéi    | 2014             | —                  | 7,7              | 10                      | 3, 4, 8, APM                                         |       |
| THP1                                | Rue Xinfeng / Xiangxue                   | 2020             | —                  | 14,3             | 19                      | 6, 7, 21                                             |       |

## Réseau opérationnel

### Ligne 1 (jaune)

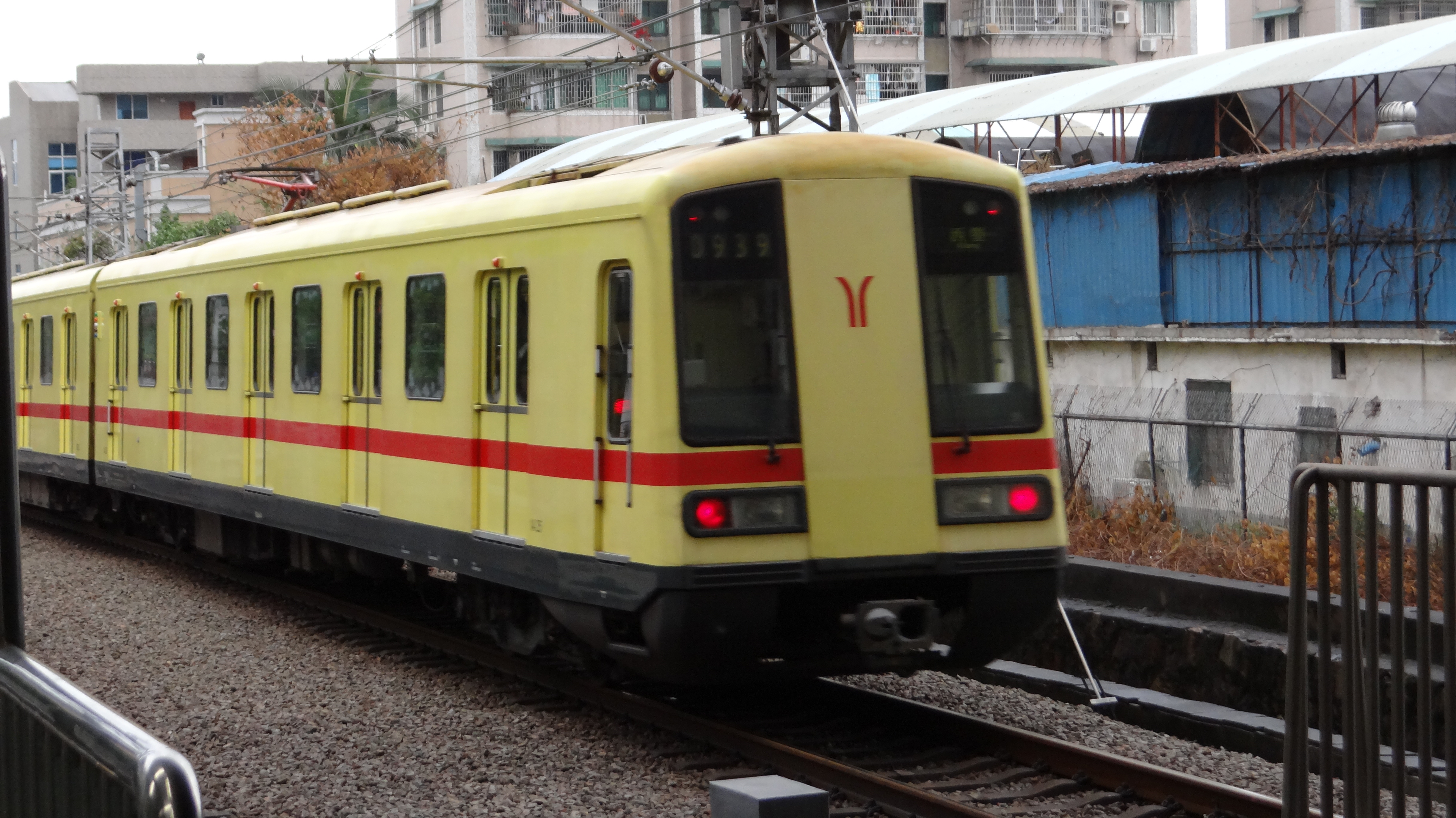
Train Siemens Modular sur la ligne 1.

Ligne Est-Ouest qui va de la gare de Canton-Est (廣州東站  Guangzhoudongzhan) à Xilang (localité du district de Fangcun).
- dates d'ouverture:

28 juin 1997 - Xilang - Huangsha
28 juin 1999 - Huangsha - Guangzhou East Railway Station

### Ligne 2 (bleue)
Ligne Nord-Sud entre Jiahewanggang et la gare de Canton-Sud (trains à grande vitesse jusqu'à Pékin et vers Hong-Kong) en passant par la gare de Canton (廣州站 : Guangzhouhuochezhan).
- Dates d'ouverture :

29 déc. 2002 - Sanyuanli - Xiaogang
28 juin 2003 - Xiaogang - Pazhou
26 déc. 2005 - Pazhou - Wanshengwei
25 sept. 2010 - Jiahewanggang - Sanyuanli & Jiangnanxi - gare de Canton-Sud

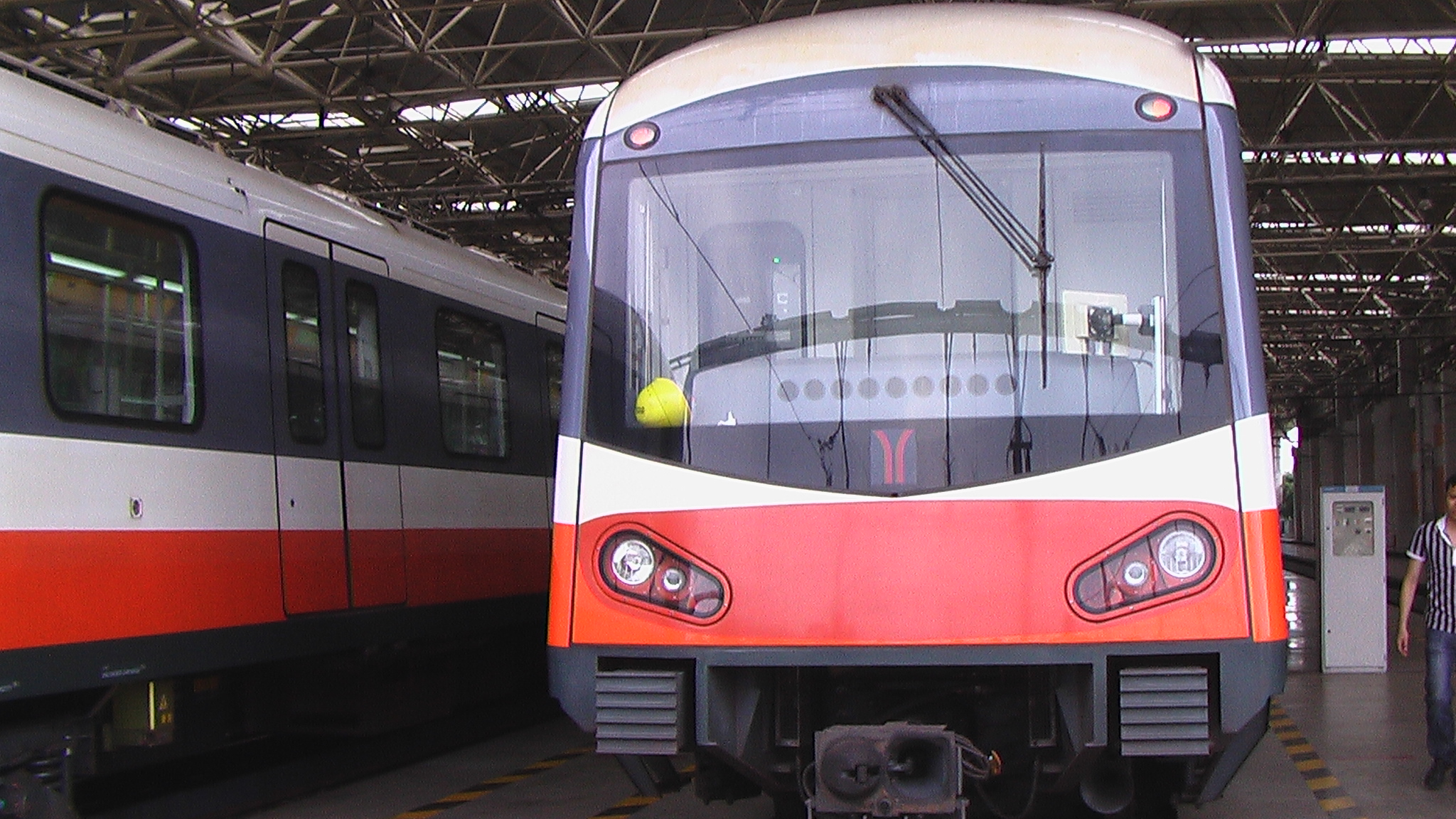
Train CSR Zhuzhou-Siemens sur la ligne 3.

### Ligne 3 (orange)

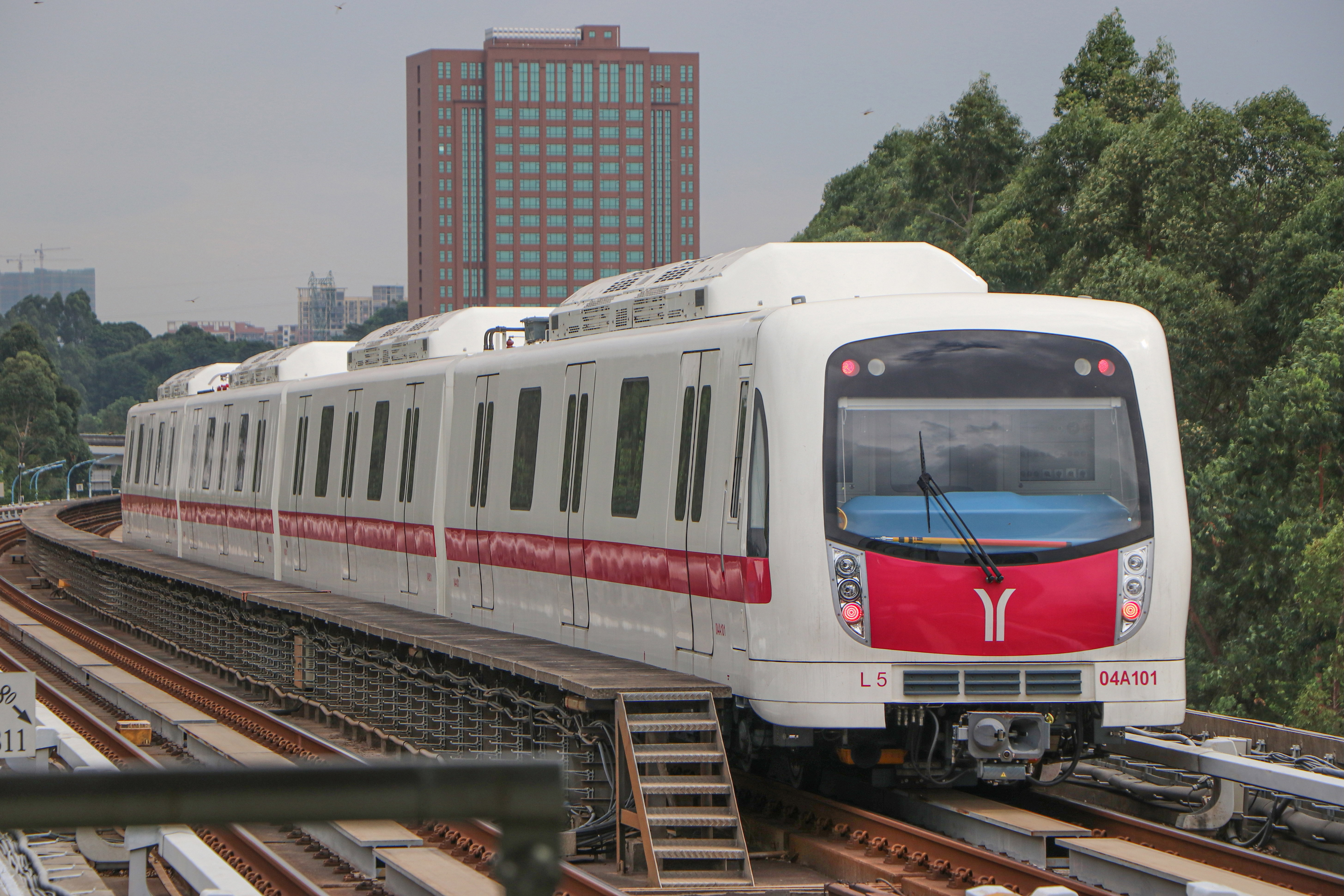
Train CRRC Sifang sur la ligne 4.

Ligne en Y comprenant d'une part un service nord-sud qui va de l'aéroport international de Canton-Baiyun jusqu'à la place Panyu (番禺廣場, Panyuguangchang) en passant par la Gare de Canton-Est (trains classiques vers Hong-Kong) et une branche qui va de Tiyu Xilu au terminal de bus de Tianhe.
- dates d'ouverture:

26 déc. 2005 - Gare de Canton-Est - Kecun
30 déc. 2006 - Kecun - Panyu Square & Tianhe Coach Terminal - Tiyu Xilu
30 oct. 2010 - Gare de Canton-Est - Terminal sud de l'aéroport
28 déc. 2017 - ouverture de la station Gaozeng
26 avr. 2018 - extension du terminal sud au terminal nord de l'aéroport

### Ligne 4 (verte)

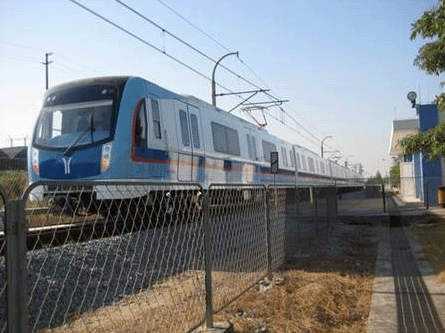
Ligne 5.

Axe Nord-Sud de Huangcun à Jinzhou, situé à l'Est de l'agglomération.
- dates d'ouverture:

26 déc. 2005 - Wanshengwei - Xinzao
30 déc. 2006 - Xinzao - Huangge
28 juin 2007 - Huangge - Jinzhou
28 déc. 2009 - Wanshengwei - Chebeinan
25 sept. 2010 - Huangcun - Chebeinan

### Ligne 5 (rouge)
Ligne Est-Ouest longue de 31,9 km, reliant Wenchong à Jiaokou en passant par la gare centrale (actuellement gare principale de Guangzhou, trains vers toute la Chine) . Toutes les stations de la ligne, sauf Jiaokou et Tanwei sont souterraines.
- date d'ouverture:

28 déc. 2009 - Jiaokou - Wenchong

### Ligne 6 (violet)
Le 1er tronçon d'une longueur de 24,5 km et qui comprend 22 stations, a été mis en service le 28 décembre 2013 entre les stations de Xunfenggang et Changban, à l'exception des stations de Yide Lu et de Shahe.
- date d'ouverture:

28 déc. 2013 - Xunfenggang - Changban

### Ligne 7 (vert clair)
Cette ligne d'axe Est-Ouest dessert la Gare de Canton-Sud.
- dates d'ouverture:

28 déc. 2016 - Gare de Canton-Sud - Cité universitaire du sud
01 mai. 2022 - Gare de Canton-Sud - Meidi Dadao

### Ligne 8 (cyan)
Cette ligne d'axe Est-Ouest va de Wanshengwei (萬勝圍) à Jiaoxin. 

Il existe un projet de prolongement vers le nord traversant la rivière des Perles et passant par le Parc Culturel.
- dates d'ouverture:

25 sept. 2010 - Changgang - Xiaogang (faisait initialement partie de la ligne 2)
03 nov. 2010 - Changgang- Fenghuang Xincun
28 dec. 2019 - Fenghuang Xincun - Cultural Park
26 nov. 2020 - Jiaoxin - Cultural Park

### Ligne Guangfo (vert-jaune)
Prolonge la ligne 1 vers la ville limitrophe de Foshan.

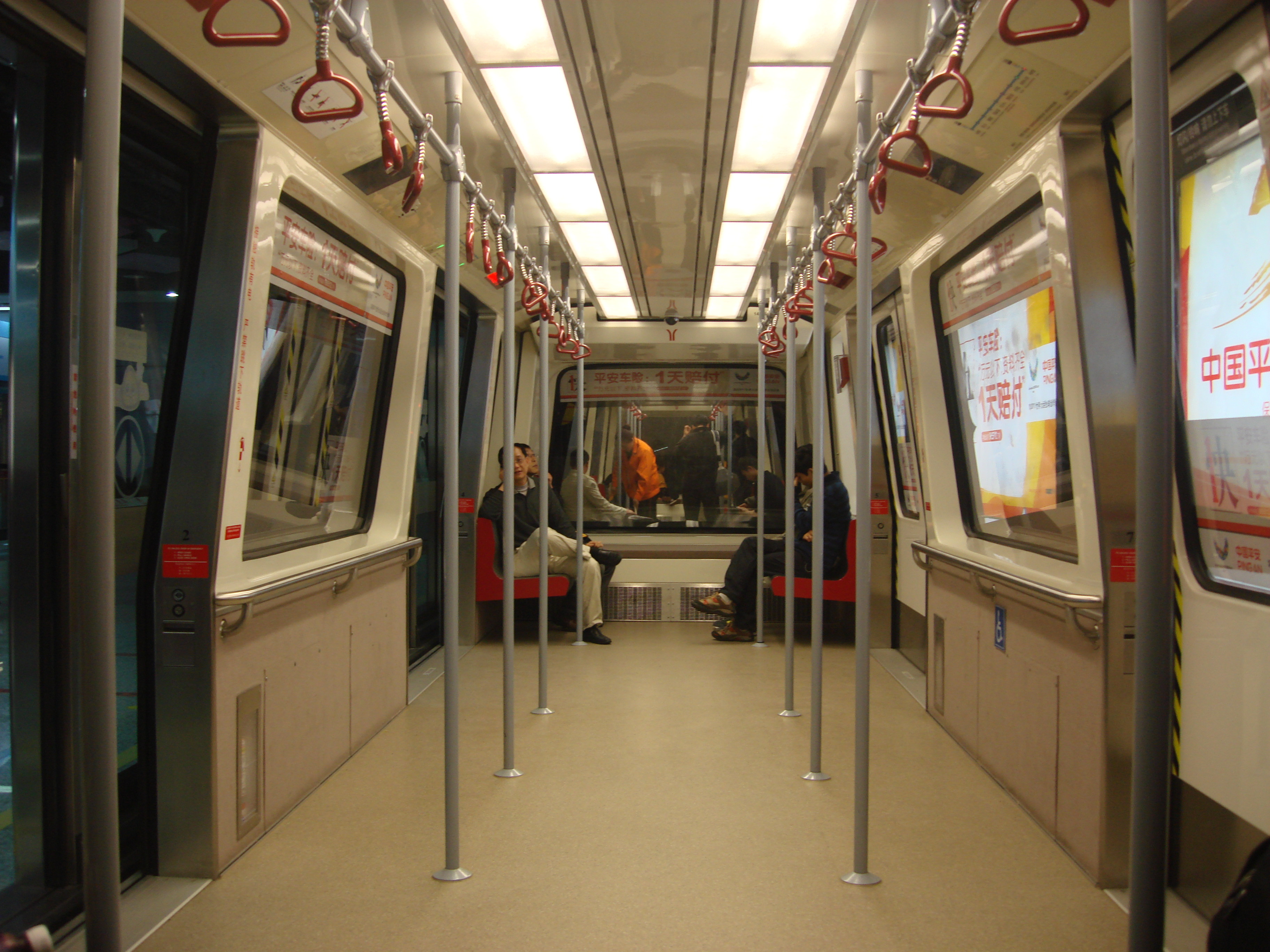
Train de la ligne APM.

- date d'ouverture:

03 nov. 2010 - Kuiqi Lu - Xilang

### Ligne APM (bleu ciel)
Ligne de métro automatique qui dessert le quartier d'affaires de Zhujiang entre Tianhe et Guangzhou Tower (tour de Canton).
- date d'ouverture:

08 nov. 2010 - Linhexi - Chigang Pagoda

## Prolongements en cours ou en projet
En mars 2010, les autorités de la ville de Canton annoncent le nouveau plan de développement du métro. Il est prévu d'avoir un réseau opérationnel de 677 km en 2020, avec une ligne 11 circulaire autour de la ville et en connexion avec l'ensemble des autres lignes.

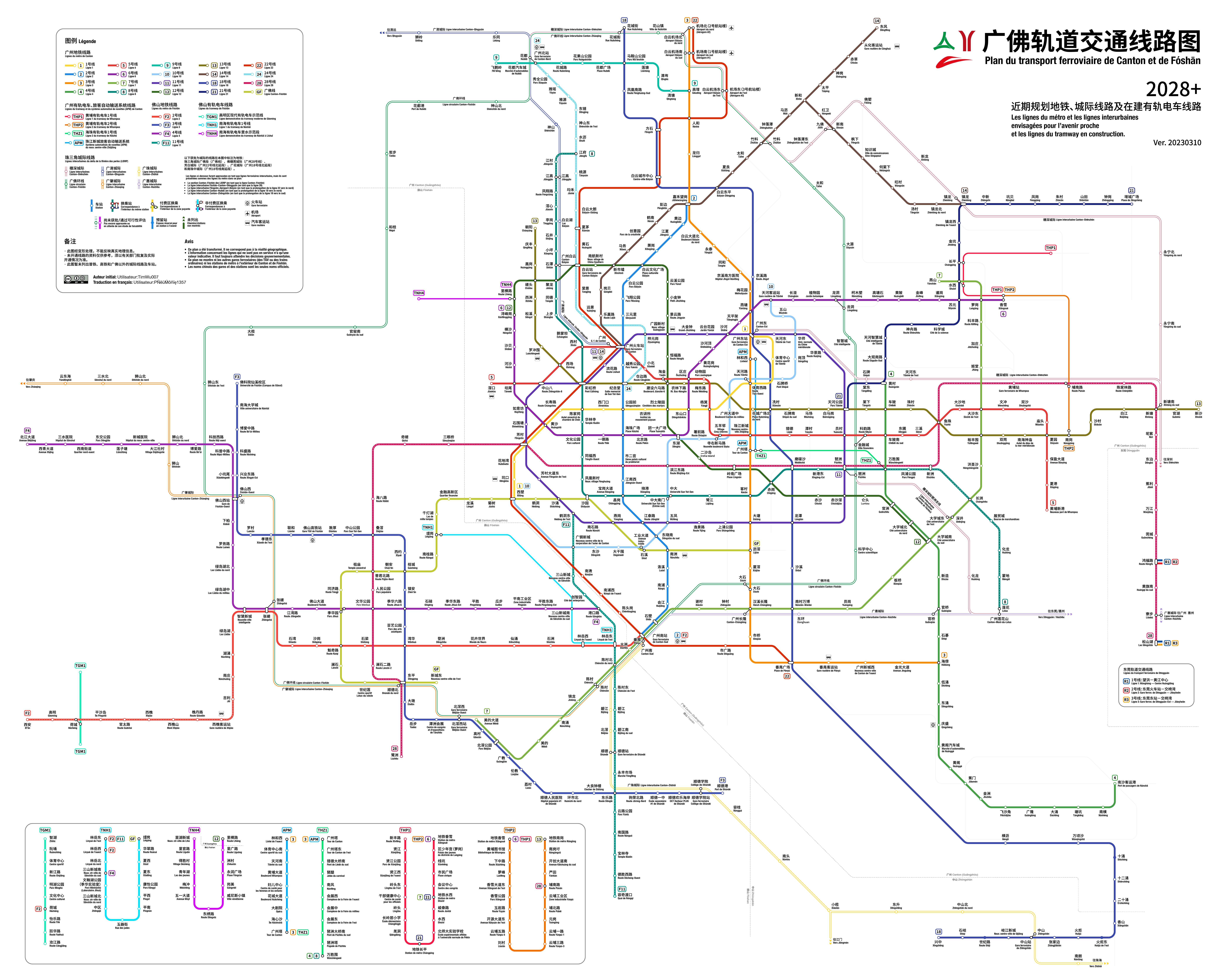
Lignes opérationnelles et futures du métro de Guangzhou (Canton).

Dans le futur la ligne 18 devrait être connecté au métro de Zhongshan.

## Utilisation

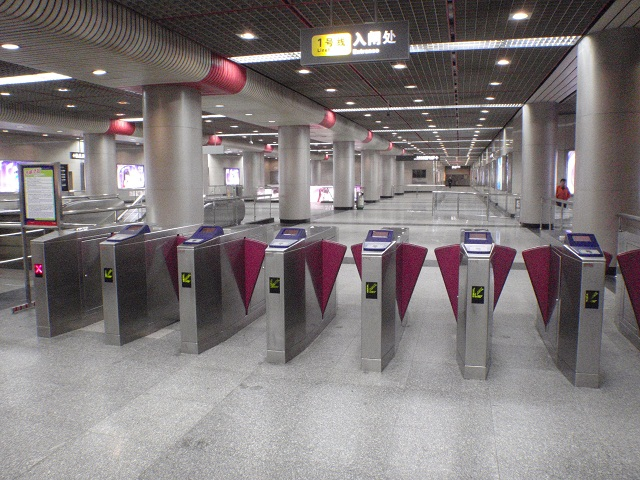
portillons d'entrée/sortie station gare de l'est du métro de Guangzhou (Canton).

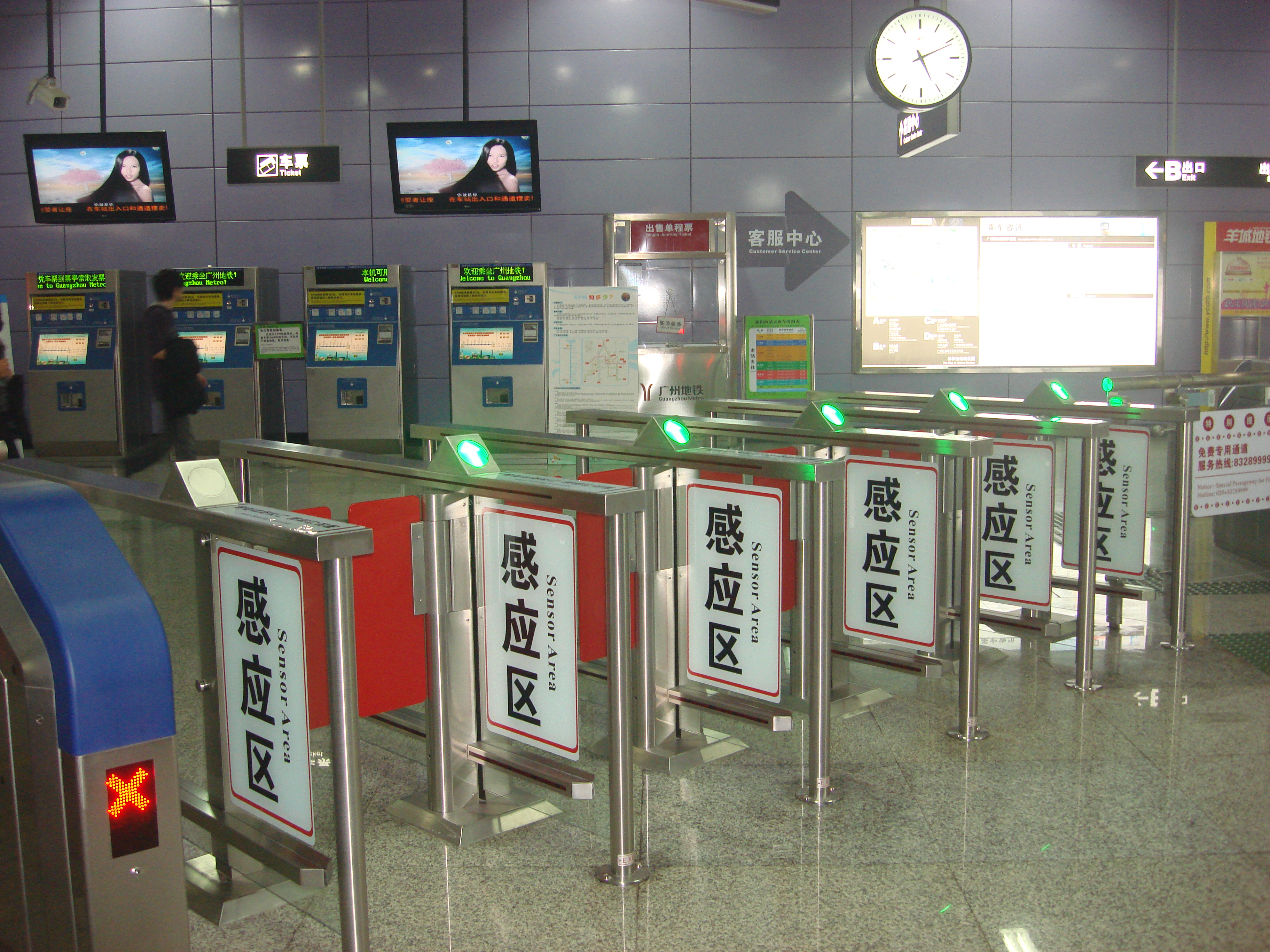
portillons d'entrée/sortie ligne ATM du métro de Guangzhou (Canton).

### Tarification
Le tarif d’un aller simple peut varier entre 2 et 14 ¥ (yuan) en fonction de la distance à parcourir. Le coût est de 2 ¥ pour moins de 4 km de parcours, puis est facturé 1 ¥ tous les 4 km après les 4 km de départ, puis tous les 6 km après les 12 km de départ, puis tous les 8 km après les 24 km de départ. Un  surcoût de 5 ¥ est pratiqué pour tout voyage à destination ou en provenance de l'Aéroport international de Canton-Baiyun. Ce tarif a été adopté pour une année en juillet 2010. Si un trajet dure plus de quatre heures, il est facturé, au poste de sortie, au tarif du trajet le plus long possible sur le réseau. Les passagers peuvent transporter des bagages en dessous des limites de poids et la taille, au-delà ils doivent d'acquitter d'un supplément de 2 ¥[réf. souhaitée].
Il est possible de se procurer des cartes de métro rechargeables valables pour des voyages multiples aux guichets des stations de métro.

#### Billet aller simple

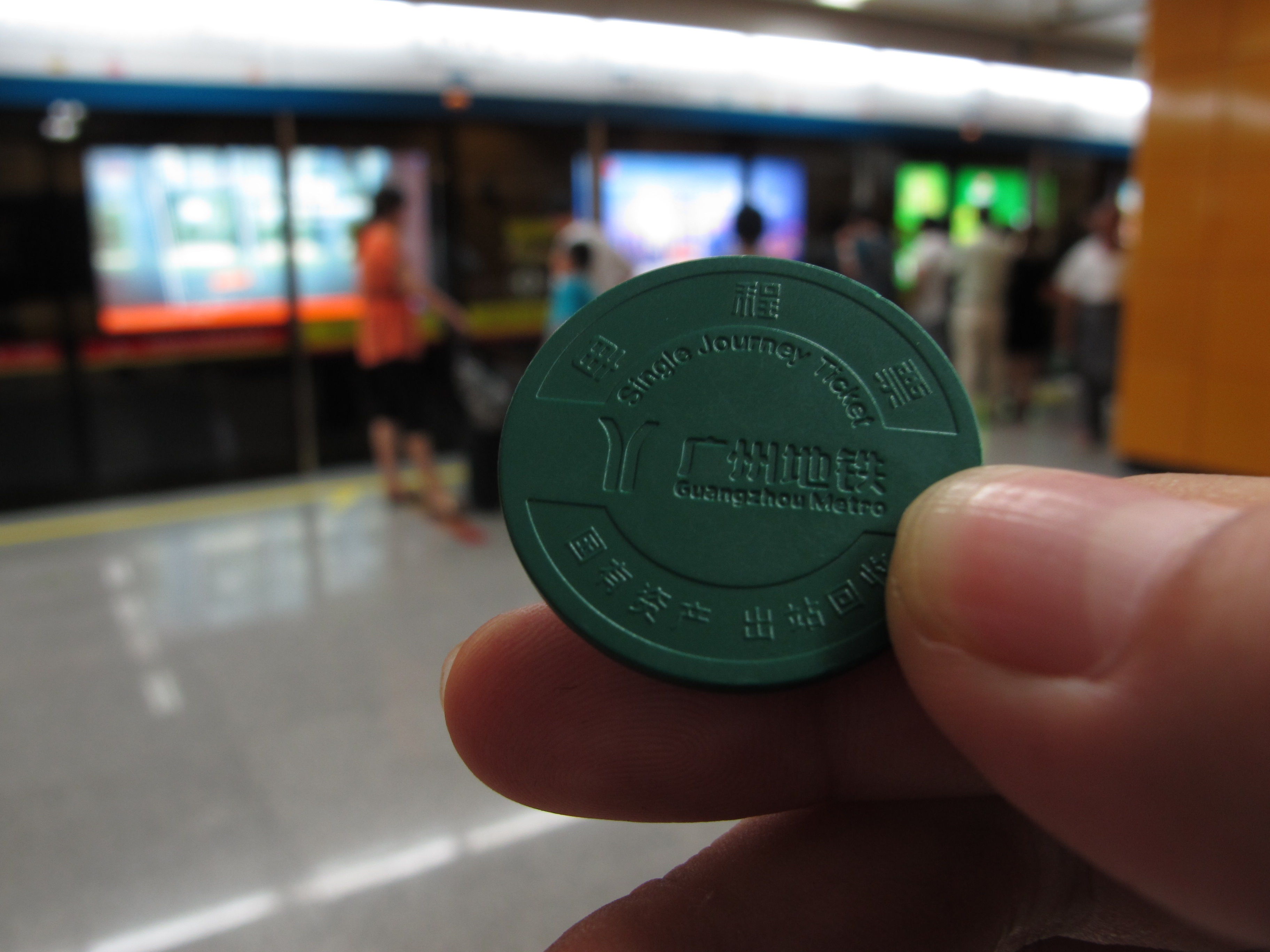
jeton aller-simple du métro de Guangzhou (Canton).

Les billets aller simple sont vendus aux guichets de chaque station ou aux distributeurs automatiques de billets. Le plein tarif de base "aller-simple" est facturé pour les particuliers. Les passagers voyageant en groupe de 30 ou plus peuvent bénéficier d'une réduction de 10 % sur le prix du trajet.

Le billet lui-même est un jeton en plastique, à usage unique pour l'utilisateur, utilisant la technologie sans contact à radio-fréquence. L'utilisateur doit toucher, avec le jeton, le capteur de contrôle des billets au niveau du portillon d'entrée, puis insérer le jeton dans une fente au niveau du portillon de sortie.

#### Carte sans contact ”Yang Cheng Tong and Lingnan Tong”

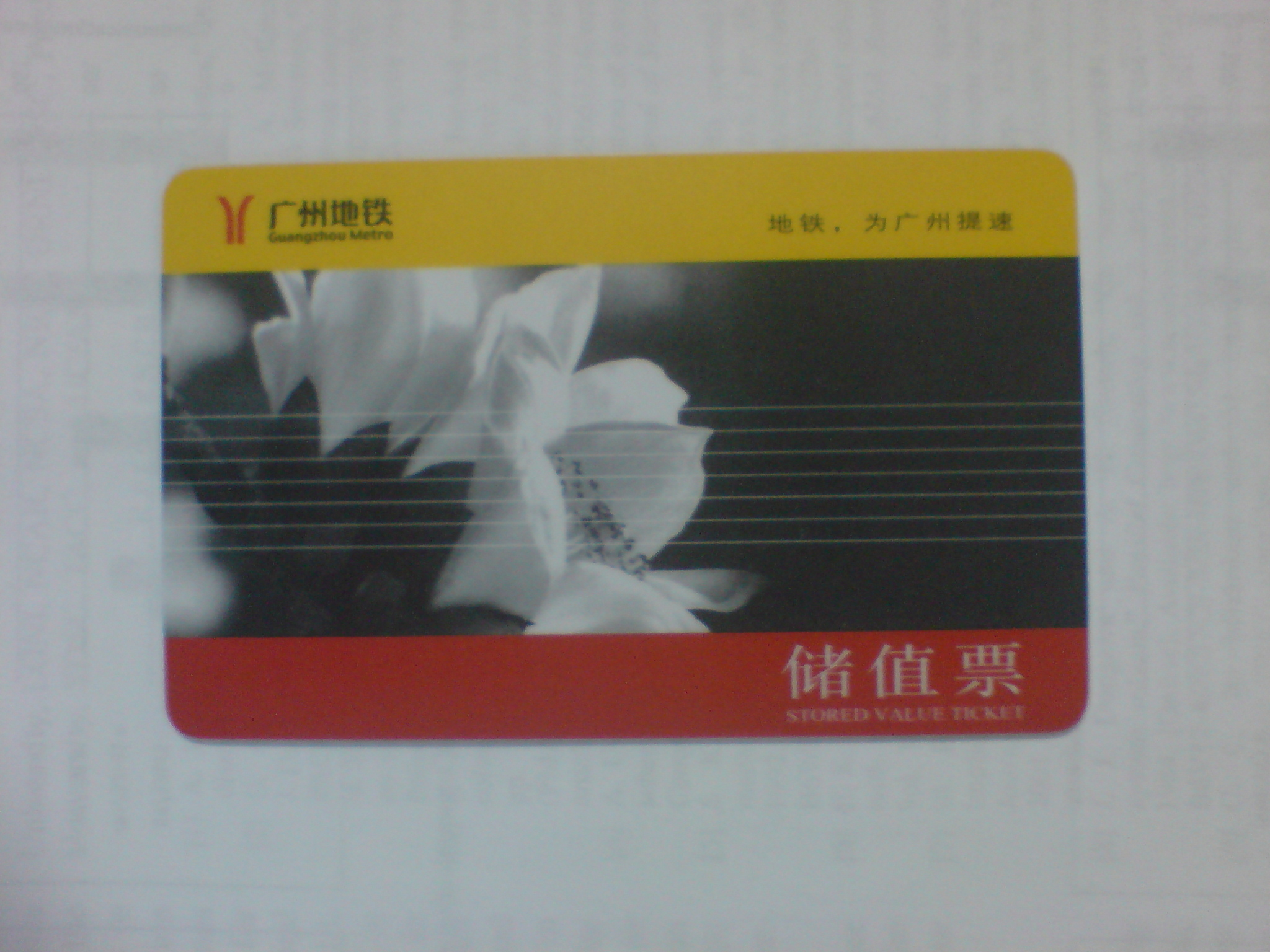
carte de paiement sans contact du métro de Guangzhou (Canton).

Cette carte permet d'utiliser notamment le métro et les bus de Guangzhou ((zh) voir site web). 

Elle est vendue 80 ¥ incluant une valeur de dépôt de 30 ¥ qui est remboursée à la restitution de la carte. Cette carte est rechargeable soit en cash aux guichets de métro et dans certaines chaines de commerce de proximité comme 7-Eleven, soit par carte bancaire dans les distributeurs de billets de métro.

Ce système est similaire à celui de la carte Octopus du métro de Hong-Kong et aux cartes de transport d'autres métros chinois (Métro de Shenzhen, Métro de Shanghai, etc.).

#### Autres passes
Il existe également d'autres passes utilisables pour le métro :
- Passe mensuel
- Passes étudiants et pour seniors

### Exploitation

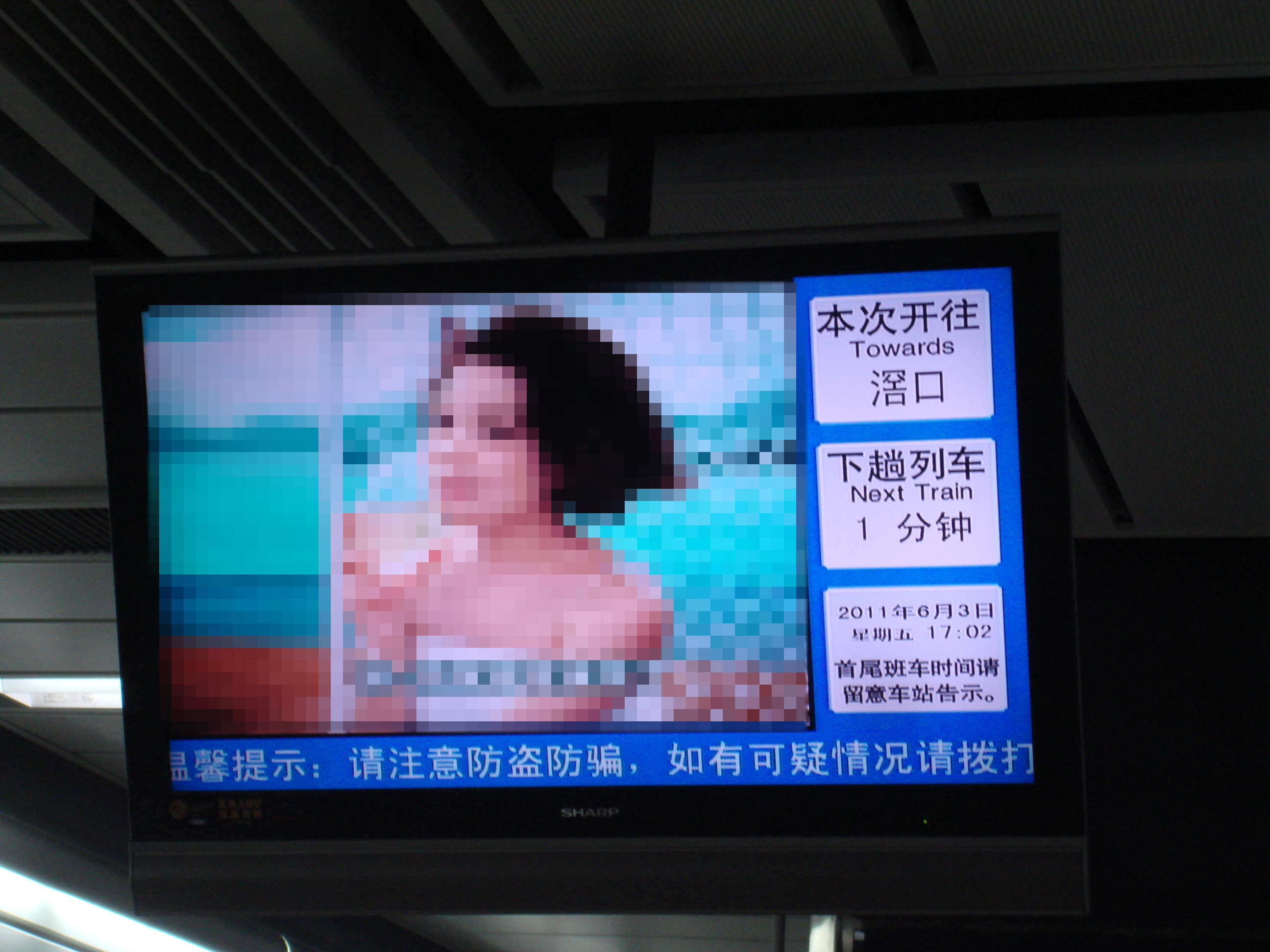
écran publicitaire d'information sur les quais du métro de Guangzhou (Canton) indiquant la direction et le temps d'attente pour la prochaine rame.

Le métro circule entre 6 h 15 et 23 h. L'ensemble du réseau est exploité par le Guangzhou Metro Corporation.
Toutes les lignes de métro de Guangzhou en fonctionnement, à l'exception de l'APM, sont alimentées en 1 500 V continu.
Les lignes 1, 2, 3 et 8 ainsi que la ligne Guangfo fonctionnent avec des caténaires, tandis que les lignes 4, 5 et 6 utilisent un troisième rail, technique similaire au métro de Paris.
Les lignes en construction dans le court terme, y compris les lignes 7, 9 et 13, seront également alimentées en 1 500 V continu par caténaires. Contrairement aux lignes dites de métro lourd, le train léger sur rail APM fonctionne en 600 V alternatif fourni par des rails tiers.